# Canal 44 (Guadalajara)
Canal 44 La Señal de Todos es un canal de televisión público de la Universidad de Guadalajara con naturaleza y propósito cultural, sin fines lucrativos, para difundir programación que incluyen programas musicales, culturales e informativos. Comenzó a transmitir a partir del día 31 de enero de 2011.
Transmite desde el Cerro del Cuatro, en el municipio de Tlaquepaque, dentro de las frecuencias de 650 - 656 MHz (canal 44 de televisión abierta) con una potencia radiada aparente de 538,0000 Watts para la señal de vídeo y 5,380 Watts para la señal de audio teniendo un radio de transmisión de 70 kilómetros en línea recta para cubrir los municipios de la Zona Metropolitana de Guadalajara. El sistema de televisión forma parte de los servicios de radiotelevisión universitaria junto con Radio Universidad de Guadalajara.

## Historia
Canal 44 es un proyecto de la Universidad de Guadalajara que inició sus transmisiones el 31 de enero de 2011 después de dos décadas de haber iniciado las gestiones para la apertura de su propio canal de televisión abierta. Ya desde hace varios años, la Universidad de Guadalajara ha maquilado distintos productos televisivos que se han mantenido en canales de televisión locales.
En 1991, se inició una pugna entre la Universidad y el Gobierno del Estado por la obtención de la concesión para emitir un canal de televisión abierta en la capital del estado, la institución universitaria, encabezada por Raúl Padilla López, y el gobierno de Jalisco, bajo el mando de Guillermo Cosío Vidaurri, solicitaron un permiso ante las autoridades federales, finalmente, el canal solicitado fue concedido a la administración estatal, que desde ese mismo año transmite en señal abierta programación cultural e informativa bajo el nombre de Jalisco TV.
Tras un segundo intento para obtener un canal, la Universidad de Guadalajara insistió con una tercera solicitud en 1997, la cual fue aceptada trece años después por la entonces COFETEL, organismo que otorgó el permiso bajo las siglas XHUDG-TV en el Canal 44 de la banda UHF el 27 de enero de 2010. Cabe señalar que ante la falta de un canal propio, en 2001 la UDG firmó un convenio con Televisa para transmitir programas en Jalisco a través del XHG-TDT Canal 4, siendo los primeros los titulados como «Claves» y «La Brújula».
En noviembre de 2010, comenzaron las pruebas de transmisión finalizando en el lanzamiento de la señal el 31 de enero de 2011.
La televisora ofrece un canal cultural en California, con el mismo enfoque formativo. En este caso, su señal si se puede comercializar pues está regida por las leyes de los Estados Unidos. El canal de la UDG en California emite para la zona metropolitana de Los Ángeles y algunos condados aledaños, en el canal de TV digital 31.2
Durante 2014 y 2015 el canal transmitió en diferido los juegos del equipo Leones Negros, esto como consecuencia de la venta de los derechos de transmisión del club a los canales UnoTV y Claro Sports, propiedad de Grupo Carso y a ESPN. Tras el descenso del conjunto al Ascenso MX, la televisora recuperó los derechos en exclusiva para transmitir en vivo los partidos como local del equipo universitario que se mantuvieron en el canal hasta 2020, cuando se creó la Liga de Expansión y los derechos televisivos fueron centralizados por la liga. En enero de 2022 el canal recuperó las transmisiones de los partidos en los que la U. de G. ejerce como equipo local, aunque perdiendo la exclusividad.
En diciembre de 2016, el IFT autorizó a Canal 44 la instalación de repetidores de señal en las demarcaciones de Ciudad Guzmán (anunciada oficialmente bajo el nombre de Zapotlán El Grande), mediante las siglas XHPBGZ-TDT en el canal físico 11 y Lagos de Moreno con las siglas XHPBLM-TDT en el canal físico 9, con ello se ampliaría la cobertura hasta el 80% de la población del estado de Jalisco.
El 13 de marzo de 2017 se lanzó oficialmente la segunda señal en la Zona Metropolitana de Guadalajara con el lanzamiento de 44 Noticias en el canal 44.2 de la señal abierta digital. Este canal ofrece 18 horas de contenido informativo. Anteriormente, se emitía una segunda señal por la misma frecuencia, la cual carecía de programación propia y transmitía repeticiones de los programas del canal principal.
El 31 de enero de 2018 iniciaron las transmisiones de la segunda estación del canal, la cual está localizada en el municipio de Zapotlán el Grande con lo que se amplió la cobertura a Ciudad Guzmán y algunos municipios de la zona sur del estado de Jalisco alcanzando una cobertura aproximada de 181.000 personas.
El 19 de septiembre del mismo año iniciaron oficialmente las emisiones en Lagos de Moreno, lo que además hizo que la señal se expandiera a la zona circundante a esta ciudad lo que incluye localidades como Unión de San Antonio y San Juan de los Lagos, además de poblaciones localizadas en el estado de Guanajuato.
El canal dio a conocer la expansión de su señal a Puerto Vallarta, además de instalar estaciones complementarias en Chapala y Tlajomulco con el objetivo de cubrir zonas que no pueden recibir la señal del transmisor del Cerro del Cuatro. El 25 de febrero de 2020 iniciaron las transmisiones en Puerto Vallarta, lo que amplió la cobertura del canal a ese municipio y a las demarcaciones de Cabo Corrientes y Mascota en Jalisco, además del municipio de Bahía de Banderas, en el vecino estado de Nayarit, con lo que el alcance del canal se incrementó en un aproximado de 367.000 personas. En la misma fecha también comenzó a transmitir la antena complementaria destinada a cubrir a la región de la ribera del Lago de Chapala.
El 31 de diciembre de 2021 se presentó el vencimiento de la concesión que le había sido otorgada a la estación XHUDG-TDT, la cual estaba destinada a la Zona Metropolitana de Guadalajara y era la base del canal desde su creación en 2011. Para solucionar el problema el IFT aprobó una nueva concesión para el canal con las siglas XHCPCT-TDT, por lo que el Canal 44 adoptó ese distintivo en Guadalajara, pero continuó con la transmisión a través de los canales definidos con anterioridad.

## Programación
Canal 44, cuenta con una barra televisiva con programas y producciones propias que incluye noticias, programas culturales, de cocina, series, programas deportivos, documentales, espacios de servicio público y educativo, así como producciones enfocadas en el análisis y la opinión. La programación producida por el canal se ve complementada con algunos espacios pertenecientes a redes de televisión pública de otros estados de la república, estaciones universitarias y señales del extranjero. Por otro lado, el canal realiza la cobertura de eventos como el Festival Internacional de Cine y la Feria Internacional del Libro de Guadalajara.
En la parrilla de programación se transmitieron en un principio los programas que se transmitían inicialmente en alianza con Canal 4 de Guadalajara:  Esferas, Mundo Caracol, Más que Noticias, La Brújula, Tierra de Magia, La Vagoneta, Sexo Luego Existo, Territorio Reportaje añadiendo los programas tales como: TvMédica, Ecos, Cátedra Julio Cortázar, Deportivo 44, 200 Ecos, Ilegaliens, Se va y se corre, Nuestra música, etc.
En un principio el canal también retransmitía algunos contenidos de otras señales públicas del país como lo son Canal 22 y TV UNAM, pero con la llegada de estas señales a la televisión abierta local de la mano del por entonces llamado OPMA, conocido posteriormente como SPR, se tomó la decisión de enfocarse en una programación mayoritariamente ocupada por espacios de producción propia.

## Cobertura
Canal 44 puede ser visto en cuatro  estaciones de televisión concesionadas a la Universidad de Guadalajara. En las cuatro poblaciones donde tiene presencia la señal se transmite a través del canal virtual 44.1.
| Distintivo | Canal digital | Poblaciones obligatorias a servir |
| ---------- | ------------- | --------------------------------- |
| XHCPCT-TDT | 27            | Guadalajara, Jalisco              |
| XHPBGZ-TDT | 11            | Zapotlán el Grande, Jalisco       |
| XHPBLM-TDT | 9             | Lagos de Moreno, Jalisco          |
| XHCPAF-TDT | 8             | Puerto Vallarta, Jalisco          |

## 44 Noticias
Canal 44 lanzó el 13 de marzo de 2017 el segundo canal perteneciente a la televisión universitaria, se trata del canal 44 Noticias que transmite en el canal 44.2 de la televisión digital abierta en la Zona Metropolitana de Guadalajara, además de en las otras estaciones del canal. Anteriormente en la señal se emitía un canal denominado 44.2 Señal Universitaria que transmitía repeticiones del canal principal.
La oferta televisiva del canal informativo se basa principalmente en la transmisión de los espacios noticiosos de la señal principal, la redifusión de algunos contenidos de revista; documentales, espacios informativos de la Televisión Educativa Iberoamericana, programas de la red Euronews y algunos contenidos propios, además de cortes noticiosos de tres minutos para actualizar la información cada hora.
El canal emite programación durante 18 horas al día, desde las 6:00 a.m. hasta la medianoche. Se trata del primer canal de noticias producido por una televisión pública en México, con el añadido de ser además la primera señal de este tipo generada por una institución universitaria.